# Psednos carolinae
Psednos carolinae és una espècie de peix pertanyent a la família dels lipàrids.

## Descripció
- Fa 3,9 cm de llargària màxima.[5]

## Hàbitat
És un peix marí i de clima tropical que viu entre 0-350 m de fondària.

## Distribució geogràfica
Es troba a l'oceà Índic.

## Observacions
És inofensiu per als humans.